# Townsville
Townsville je přístavní město v severním Queenslandu. Je to turistické místo s rovníkovým klimatem. Ve městě bydlí přibližně 174 tisíc lidí.
Město leží při ústí Rossovy řeky do Korálového moře a 1300 km severně od Brisbane. Na pobřeží se nacházejí mangrovy, ve vnitrozemí převládají blahovičníkové lesy. Dominantou města je vrch Castle Hill, vysoký 268 m. 
Město založil v roce 1865 podnikatel Robert Towns, po němž bylo pojmenováno. Stalo se střediskem obchodu, procházeli tudy z ostrovů pracovníci na plantáže s cukrovou třtinou a v okolí se těžilo zlato. Městská práva získal Townsville v roce 1903. Za druhé světové války význam města vzrostl z důvodu jeho strategické polohy a byla zde budována vojenská zařízení. V roce 2008 se správní obvod města zvětšil, když k němu byla připojena sousední Thuringowa.
Hlavním průmyslovým odvětvím je zpracování barevných kovů (měď, nikl a zinek). Plánuje se spuštění Gigafactory firmy Siemens AG na lithium-iontové akumulátory. Významný je i rybolov, dobytkářství a zpracování dřeva. Townsville je křižovatkou železniční a lodní dopravy, podnikají se odsud výlety na Velký bariérový útes. Vysokoškolské vzdělání poskytuje James Cook University založená roku 1961. Na předměstí Cape Cleveland sídlí Australian Institute of Marine Science. Každoročně se ve městě koná festival komorní hudby.
Ve městě se hrály tři zápasy mistrovství světa v ragby 2003. Sídlí zde profesionální ragbyový klub North Queensland Cowboys. V nejvyšší australské fotbalově soutěži A-League působil klub Northern Fury FC, který zanikl v roce 2018.
Rodáky z Townsvillu jsou novinář Julian Assange, herečka Harriet Dyerová a volejbalistka Natalie Cooková. Ve městě dlouho žil aktivista za práva domorodců Eddie Mabo.